# Coppa ACLAV 2016
La Coppa ACLAV 2016 si è svolta dal 27 ottobre al 21 dicembre 2016: al torneo hanno partecipato undici squadre di club argentine e la vittoria finale è andata per la prima volta al Lomas.

## Regolamento
La competizione prevede la partecipazione degli 11 club impegnati nella Liga Argentina de Voleibol 2016-2017. 
Il torneo è diviso in due fasi:
- Nella prima fase le undici formazioni vengono divise in tre gironi, dove si affrontano in un round-robin dal quale le prime classificate e la migliore seconda[1] accedono alla final four;
- In final four le quattro formazioni si affrontano in gara unica, dando vita alle semifinali, alla finale per il terzo posto e alla finale per il titolo.

## Squadre partecipanti
| - Alianza Jesús María - Ciudad - Bolívar - Deportivo Morón - Gigantes del Sur - Lomas | - Obras Sanitarias - Puerto San Martín - River Plate - UNTreF - UPCN |

## Torneo

### Prima fase

#### Gruppo 1

##### Risultati
| 3 novembre 2016 Estadio Aldo Cantoni, San Juan Durata: - Spettatori: | UPCN             | 0 - 3 | Gigantes del Sur | 21-25, 23-25, 22-25        |
| 4 novembre 2016 Estadio Aldo Cantoni, San Juan Durata: - Spettatori: | Obras Sanitarias | 3 - 1 | Gigantes del Sur | 25-20, 29-27, 22-25, 27-25 |
| 5 novembre 2016 Estadio Aldo Cantoni, San Juan Durata: - Spettatori: | UPCN             | 0 - 3 | Obras Sanitarias | 21-25, 23-25, 22-25        |

##### Classifica
| Pos. | Squadra          | Pt | G | V | P | SV | SP | Ratio | PF  | PS  | Ratio |
| ---- | ---------------- | -- | - | - | - | -- | -- | ----- | --- | --- | ----- |
| 1    | Obras Sanitarias | 6  | 2 | 2 | 0 | 6  | 1  | 6.000 | 178 | 163 | 1.092 |
| 2    | Gigantes del Sur | 3  | 2 | 1 | 1 | 4  | 3  | 1.333 | 172 | 169 | 1.018 |
| 3    | UPCN             | 0  | 2 | 2 | 0 | 0  | 6  | 0.000 | 132 | 150 | 0.880 |

#### Gruppo 2

##### Risultati
| 3 novembre 2016 República de Venezuela, San Carlos de Bolívar Durata: 1h:13 - Spettatori: ? | Alianza Jesús María | 3 - 0 | Puerto San Martín   | 25-19, 25-21, 25-20               |
| 3 novembre 2016 República de Venezuela, San Carlos de Bolívar Durata: 1h:10 - Spettatori: ? | Bolívar             | 3 - 0 | UNTreF              | 25-21, 25-15, 25-21               |
| 4 novembre 2016 República de Venezuela, San Carlos de Bolívar Durata: 1h:53 - Spettatori: ? | UNTreF              | 1 - 3 | Puerto San Martín   | 25-19, 24-26, 28-30, 23-25        |
| 4 novembre 2016 República de Venezuela, San Carlos de Bolívar Durata: 1h:56 - Spettatori: ? | Bolívar             | 2 - 3 | Alianza Jesús María | 20-25, 25-12, 25-17, 22-25, 15-17 |
| 5 novembre 2016 República de Venezuela, San Carlos de Bolívar Durata: 1h:49 - Spettatori: ? | Alianza Jesús María | 1 - 3 | UNTreF              | 25-23, 21-25, 22-25, 22-25        |
| 5 novembre 2016 República de Venezuela, San Carlos de Bolívar Durata: 1h:10 - Spettatori: ? | Bolívar             | 3 - 0 | Puerto San Martín   | 25-17, 25-23, 25-17               |

##### Classifica
| Pos. | Squadra             | Pt | G | V | P | SV | SP | Ratio | PF  | PS  | Ratio |
| ---- | ------------------- | -- | - | - | - | -- | -- | ----- | --- | --- | ----- |
| 1    | Bolívar             | 7  | 3 | 2 | 1 | 8  | 3  | 2.667 | 257 | 210 | 1.224 |
| 2    | Alianza Jesús María | 5  | 3 | 2 | 1 | 7  | 5  | 1.400 | 261 | 265 | 0.985 |
| 3    | UNTreF              | 3  | 3 | 1 | 2 | 4  | 7  | 0.571 | 255 | 265 | 0.962 |
| 4    | Puerto San Martín   | 3  | 3 | 1 | 2 | 3  | 7  | 0.429 | 217 | 250 | 0.868 |

#### Gruppo 3

##### Risultati
| 27 ottobre 2016 Estadio Lomas de Zamora, Lomas de Zamora Durata: 1h:29 - Spettatori: ? | Lomas           | 3 - 1 | River Plate     | 25-16, 21-25, 25-17, 25-14       |
| 27 ottobre 2016 Estadio Lomas de Zamora, Lomas de Zamora Durata: 1h:14 - Spettatori: ? | Deportivo Morón | 0 - 3 | Ciudad          | 23-25, 23-25, 21-25              |
| 28 ottobre 2016 Estadio Lomas de Zamora, Lomas de Zamora Durata: 1h:07 - Spettatori: ? | Ciudad          | 3 - 0 | River Plate     | 25-23, 25-19, 25-17              |
| 28 ottobre 2016 Estadio Lomas de Zamora, Lomas de Zamora Durata: 1h:55 - Spettatori: ? | Lomas           | 2 - 3 | Deportivo Morón | 25-21, 25-22, 21-25, 25-27, 8-15 |
| 29 ottobre 2016 Estadio Lomas de Zamora, Lomas de Zamora Durata: 1h:13 - Spettatori: ? | Deportivo Morón | 3 - 0 | River Plate     | 29-27, 25-23, 25-21              |
| 29 ottobre 2016 Estadio Lomas de Zamora, Lomas de Zamora Durata: 1h:08 - Spettatori: ? | Lomas           | 3 - 0 | Ciudad          | 25-17, 25-21, 25-17              |

##### Classifica
| Pos. | Squadra         | Pt | G | V | P | SV | SP | Ratio | PF  | PS  | Ratio |
| ---- | --------------- | -- | - | - | - | -- | -- | ----- | --- | --- | ----- |
| 1    | Lomas           | 7  | 3 | 2 | 1 | 8  | 4  | 2.000 | 275 | 237 | 1.160 |
| 2    | Ciudad          | 6  | 3 | 2 | 1 | 6  | 3  | 2.000 | 205 | 201 | 1.020 |
| 3    | Deportivo Morón | 5  | 3 | 2 | 1 | 6  | 5  | 1.200 | 256 | 250 | 1.024 |
| 4    | River Plate     | 0  | 3 | 0 | 3 | 1  | 9  | 0.111 | 202 | 250 | 0.808 |

### Final-four

#### Semifinali
| 20 dicembre 2016 Polideportivo Roberto Pando, Buenos Aires Durata: 1h:46 - Spettatori: ? | Bolívar          | 2 - 3 | Lomas               | 25-18, 25-15, 23-25, 14-25, 13-15 |
| 20 dicembre 2016 Polideportivo Roberto Pando, Buenos Aires Durata: 1h:36 - Spettatori: ? | Obras Sanitarias | 1 - 3 | Alianza Jesús María | 25-23, 21-25, 18-25, 24-26        |

#### Finale 3º posto
| 21 dicembre 2016 Polideportivo Roberto Pando, Buenos Aires Durata: 1h:32 - Spettatori: ? | Bolívar | 1 - 3 | Obras Sanitarias | 21-25, 25-23, 23-25, 23-25 |

#### Finale
| 21 dicembre 2016 Polideportivo Roberto Pando, Buenos Aires Durata: 1h:25 - Spettatori: ? | Lomas | 3 - 0 | Alianza Jesús María | 25-20, 25-23, 30-28 |